# Ernst Ziel

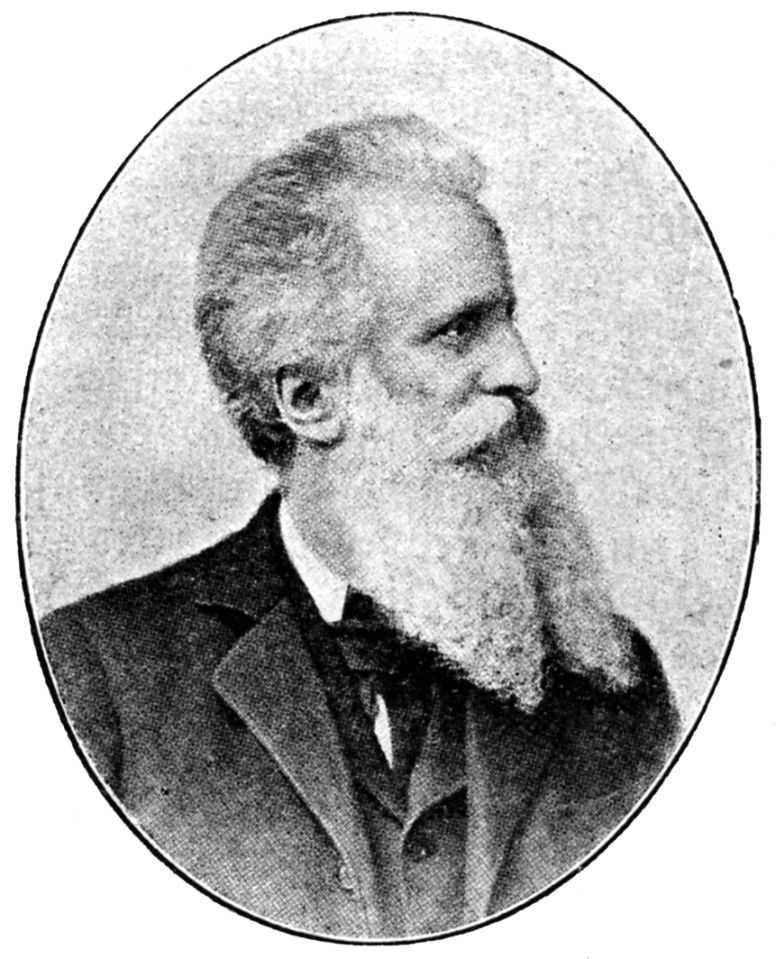

Ernst Ziel (* 5. Mai 1841 in Rostock; † 16. Februar 1921 in Berlin) war ein deutscher Schriftsteller und Redakteur.

## Leben
Ernst Ziel besuchte das Gymnasium in Rostock und die dortige Handelsakademie, um Kaufmann zu werden. Im Anschluss daran studierte er in Rostock, Bonn, Leipzig und Berlin Geschichte und Literaturgeschichte. 1869 wurde er in Rostock zum Dr. phil. promoviert.
Ab 1872 war er Mitredakteur der Familienzeitschrift Die Gartenlaube in Leipzig und übernahm 1878 nach dem Tod des Begründers und Chefredakteurs Ernst Keil bis 1883 die Leitung dieses Blattes. Anschließend war er als freier Schriftsteller in Cannstatt in Württemberg tätig.
Ernst Ziel war seit Juli 1872 mit Wilhelmine von Mickwitz verheiratet und Vater zweier Kinder: Käthe (* 1873) und Curt (* 1874).

## Werke
- Gedichte. Leipzig: Matthes, 1868.
- Ueber die dramatische Exposition. Ein Beitrag zur Technik des Dramas. (Promotionsschrift), Rostock 1869.
- Litterarische Reliefs, Dichterportraits. 4 Bände, Wartig, Leipzig 1885–1895.
- Moderne Xenien : ein Glaubensbekenntniß in Sprüchen und Strophen. Hermann Haessel Leipzig, 1889.
- Das Prinzip des Modernen in der heutigen deutschen Dichtung. Rupprecht, München 1895.
- Von heute : Gedanken auf der Schwelle des Jahrhunderts. Haessel, Leipzig 1899.
- Ein satirischer Roman aus dem kirchlichen Leben der Gegenwart. Feuilleton der Frankfurter Zeitung vom 12. März 1904. Jugenheim an der Bergstraße: Suevia-Verlag, 1904.

Herausgebertätigkeit
- Albert Dulk’s sämmtliche Dramen. 3 Bände, Dietz, Stuttgart 1893–94.
- Ludwig Pfau: Ausgewählte Gedichte. Cotta, Stuttgart 1898.